# Bostrychus zonatus
Bostrychus zonatus е вид лъчеперка от семейство Eleotridae.

## Разпространение
Видът е разпространен в Австралия, Индонезия и Папуа Нова Гвинея.